# Fi-Red
Fi-Red（ふぁいれっど、本名：宮本 卓実、1996年（平成8年）9月20日 - ）は、日本のラッパー。ラジオパーソナリティ。徳島文理大学人間生活学部卒業。徳島県徳島市出身。

## 経歴
徳島県徳島市出身。徳島文理大学人間生活学部卒業。
高校生のころにラップをはじめ、大学在学時は徳島と京都のライブハウスでラップ活動を行った。大学在籍中は放送部に所属しFMびざんにてラジオパーソナリティを務める。